# ناثان شيرلوك
ناثان شيرلوك (بالإنجليزية: Nathan Sherlock)‏ (2 فبراير 1990 بأورانج في أستراليا - ) هو لاعب كرة قدم أسترالي في مركز الدفاع. شارك مع منتخب أستراليا تحت 17 سنة لكرة القدم. أما مع النوادي، فقد لعب مع سنترال كوست مارينرز وسيدني إف سي ونادي سيدني أوليمبيك ونادي سيدني يونايتد 58 وبانكستاون باريز ‏.

## وصلات خارجية
- ناثان شيرلوك على موقع قاعدة بيانات كرة القدم.إي يو (الإنجليزية)